# Naturaliste
Naturaliste è l'ottavo album della band australiana dei The Lucksmiths, registrato fra agosto e dicembre 2002 e uscito nel 2003 per la Candle records.

## Lista tracce
1. "Camera-Shy" – 3:36
2. "The Sandringham Line" – 5:26
3. "Take This Lying Down" – 3:24
4. "Midweek Midmorning" – 3:05
5. "The Perfect Crime" – 5:29
6. "What You'll Miss" – 4:23
7. "There Is a Boy That Never Goes Out" – 2:08
8. "What Passes for Silence" – 4:11
9. "Stayaway Stars" – 3:55
10. "Sleep Well" – 3:40
11. "The Shipwreck Coast" – 4:56